# Naturschutzgebiet Schlossberg Osthang
Das Naturschutzgebiet Schlossberg Osthang mit einer Flächengröße von 0,3 ha liegt in Arnsberg im Hochsauerlandkreis am Osthang des Schlossberg bzw. östlich von der Ruine von Schloss Arnsberg. Es wurde 2021 mit dem Landschaftsplan Arnsberg durch den Kreistag des Hochsauerlandkreises als Naturschutzgebiet (NSG) ausgewiesen. Von 1998 bis 2021 war das heutige NSG Teil vom Geschützten Landschaftsbestandteil Schlossberg.

## Gebietsbeschreibung
Beim NSG handelt es sich um den steil zur Ruhr abfallenden Osthang des Schlossberges. Der Untergrund besteht aus Kulmplattenkalk. Am Hang befindet sich ein schluchtwaldartiger Hangschuttwald. Im NSG gibt es eine artenreiche Waldgesellschaft, die eine kennzeichnende Strauch- und Krautschicht aufweist. Die oberste Baumschicht wird aus nur noch wenigen alten Eschen, Bergahornen und stellenweise Spitzahornen gebildet. Auffallend ist das sich im mittleren Baumalter befindende große Vorkommen der Bergulme.
Zum Wert des NSG führt der Landschaftsplan auf: „Der recht isolierte Kalkstein-Standort stellt einen vom Untergrund und seiner extremen Topographie her gesehen extremen und seltenen und dadurch besonders wertvollen Lebensraum für ein kalkschuttliebendes Pflanzen- und Tierartenspektrum (hier insbesonde Mollusken) dar.“

## Spezielle Schutzzwecke für das NSG
Wie bei allen Naturschutzgebieten in Deutschland wurde in der Schutzausweisung darauf hingewiesen, dass das Gebiet „wegen der Seltenheit, besonderen Eigenart und Schönheit des Gebietes“ zum Naturschutzgebiet erklärt wurde. Laut Landschaftsplan erfolgte die Ausweisung zum:
- „Schutz, Erhaltung und Wiederherstellung einer seltenen Waldgesellschaft, v. a. auch in ihrer Funktion als Trittstein- und Refugialbiotop. “
- „Die gesamte NSG-Fläche dient im besonderen der nachhaltigen Sicherung von FFH-Lebensraumtypen und besonders schutzwürdigen Lebensräumen nach  § 30 BNatSchG und von Vorkommen seltener Pflanzenarten.“[1]

## Zusätzliches Verbot
Im Landschaftsplan Arnsberg wurden ein zusätzliches Verbot aufgenommen:
„Die Forstwirtschaft ist grundsätzlich verboten. Freigestellt bleibt eine einzelstammweise Nutzung, die der Hangsicherung (Verkehrssicherung) dient und die unter besonderer Rücksichtsnahme auf die zu schützenden Lebensräume und nach Absprache mit dem Forstamt des Landesbetriebes Wald und Holz und der UNB des HSK erfolgt.“